# Onthophagus rubescens
Onthophagus rubescens là một loài bọ cánh cứng trong họ Bọ hung (Scarabaeidae).